# Hyperides

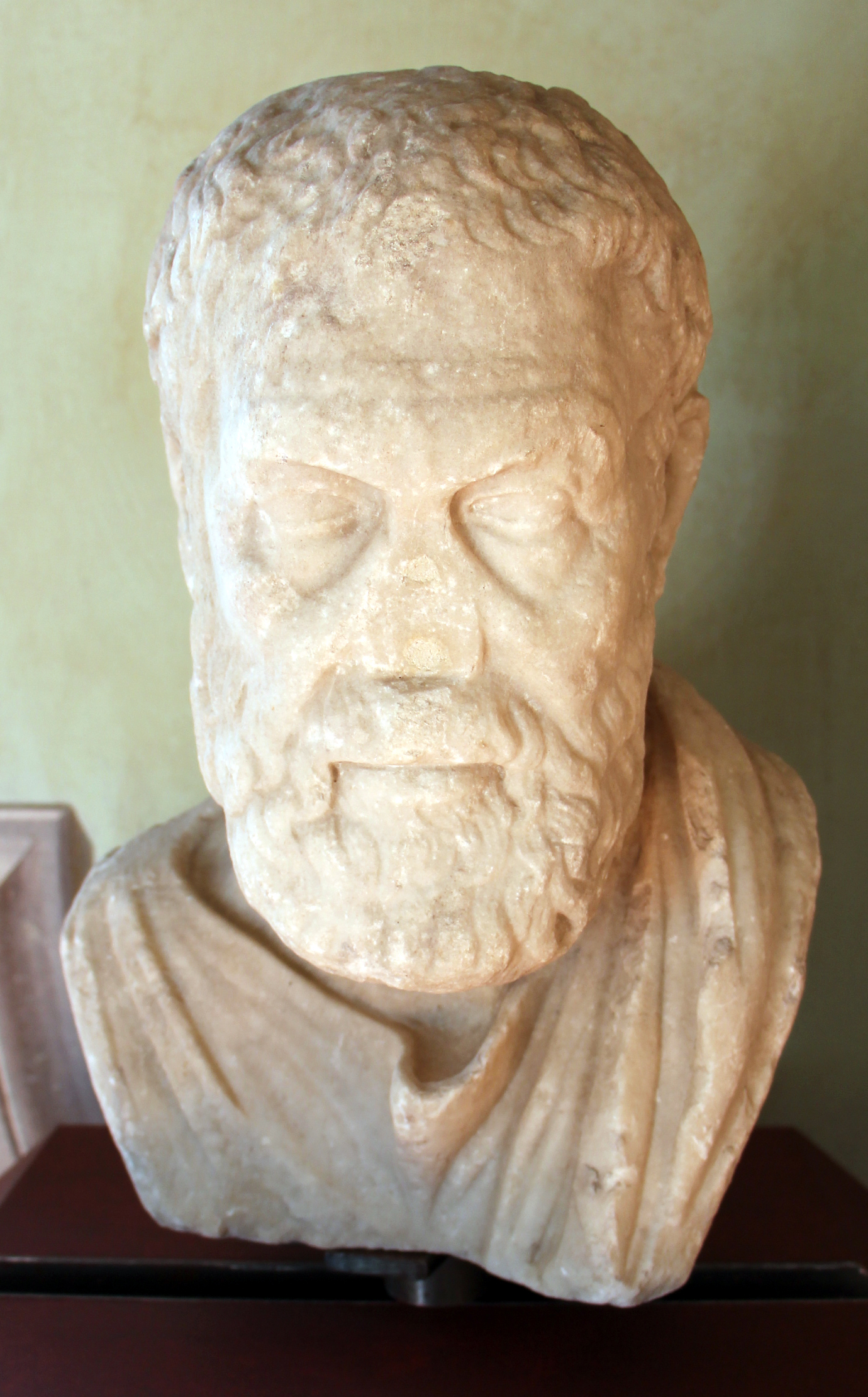
Hyperides

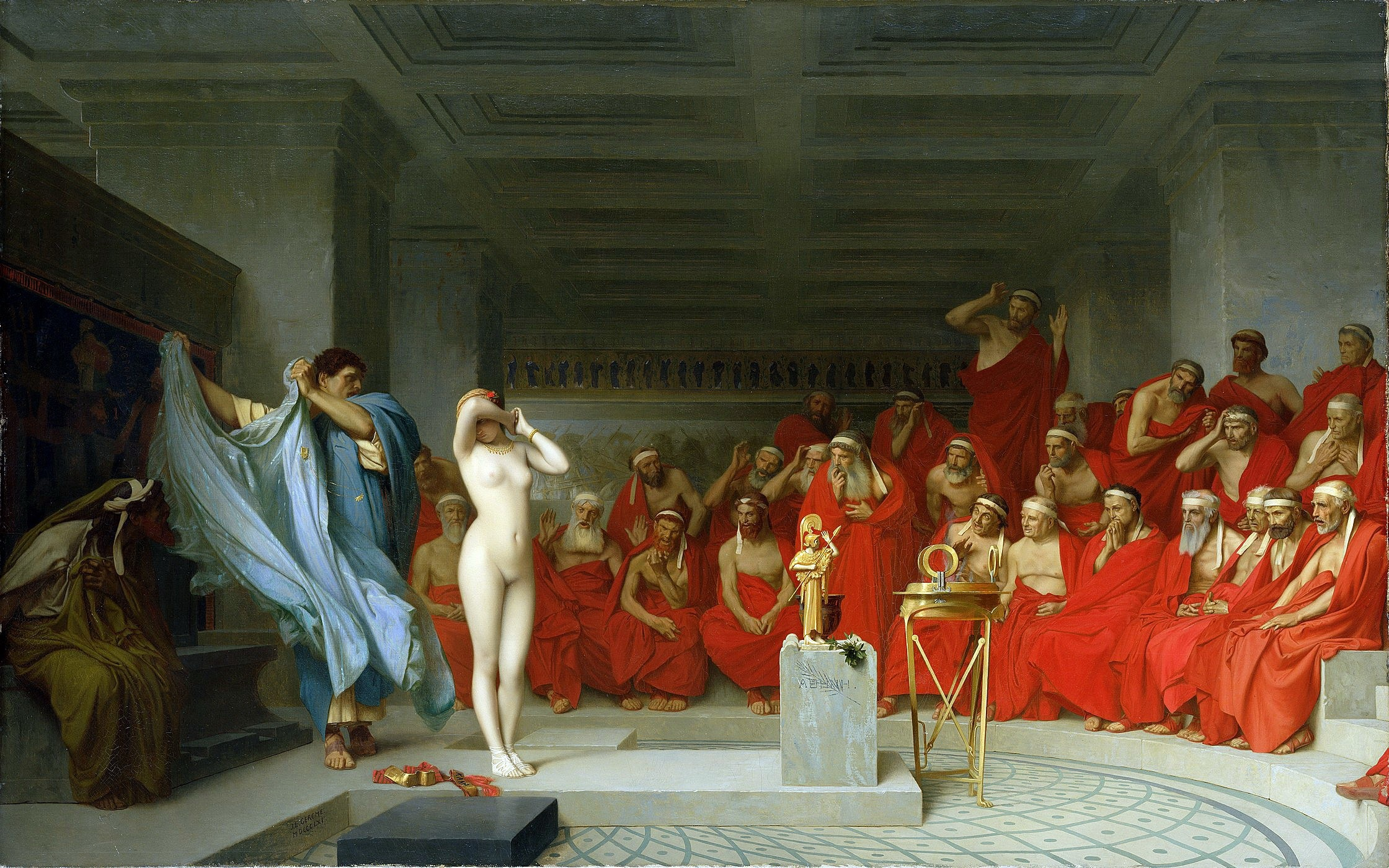
Schilderij waarop Hyperides wordt afgebeeld waar hij Phryne ontkleedt. (Jean-Léon Gérôme)

Hyperides (Oudgrieks: Ὑπερείδης) van Athene ( ± 390 – 322 v.Chr.) was een bekende redenaar en politicus. Hij behoorde tot de canon van Attische redenaars.
Hyperides, zoon van Glaucippus, stamde uit een vermogende Atheense familie. Voor zijn opleiding volgde hij les bij Isocrates, en mogelijk ook bij Plato. Als logograaf, d.i. jurist en schrijver van procesredevoeringen voor cliënten, verdiende hij grote sommen geld, dat hij gebruikt zou hebben om een weelderig en lichtzinnig leven te leiden. Hij zou de Atheense hetaere Phryne, die onder meer model stond voor de beeldhouwer Praxiteles, verdedigd hebben tijdens een proces, waarin haar leven op het spel stond, en haar verzocht hebben in het heetste van de strijd zich te ontbloten voor de rechters, die, door de aanblik van al dat fraais vertederd, weigerden het doodvonnis uit te spreken.
Als politicus was hij, samen met zijn vriend Demosthenes, gedurende vele jaren de belangrijkste woordvoerder van de anti-Macedonische partij in Athene. Hij trad dikwijls op in politieke processen: zo klaagde hij in 343 v.Chr. Philocrates aan, die in 346 een naar hem genoemde vrede met Philippus had gesloten, en kreeg hij het gedaan dat Philocrates in ballingschap moest gaan. Ook na de Slag bij Chaeronea bleef hij een spilfiguur in het Atheense verzet tegen de Macedoniërs.
In 324 v.Chr. kwam het tot een openlijke breuk met Demosthenes naar aanleiding van het "Harpalus-schandaal", waarbij Hyperides als aanklager optrad.
Na het nieuws van de dood van Alexander de Grote verzoenden beiden zich opnieuw, met het oog op de Lamische Oorlog. Nadat deze oorlog voor Athene slecht afgelopen was, werd Hyperides in de loop van de herfst van 322 v.Chr. door de Macedonische gouverneur Antipater gearresteerd en op wrede wijze terechtgesteld.

## Werken
De retoriek van Hyperides werd in de Oudheid bijna even hoog gewaardeerd als die van zijn tijdgenoot Demosthenes. In vele opzichten is zij nauw verwant aan die van Lysias. Opmerkelijk is dat Hyperides vrij veel elementen ontleent aan de dagelijkse omgangstaal.
Tot 1847 bezaten wij van Hyperides' werken slechts enkele fragmenten. Sindsdien, tussen 1847 en 1892, kon men door papyrusvondsten grote delen van zes redevoeringen reconstrueren. Het gaat om:
- drie aanklachten:
  - Κατὰ Φιλιππίδου (Tegen Philippides), uit ca. 335 v.Chr., gericht tegen een persoon die een onwettig wetsvoorstel heeft ingediend;
  - Κατ' Ἀθηνογένους (Tegen Athenogenes), uit ca. 330 v.Chr., over de geldigheid van een koopcontract betreffende de verkoop van slaven;
  - Κατὰ Δημοσθένους (Tegen Demosthenes), uit 324/323 v.Chr., gericht tegen zijn "vriend" Demosthenes in het Harpalusproces.
- twee pleidooien:
  - Ὑπὲρ Λυκόφρονος (Voor Lycofron), uit 333 v.Chr. (?), betreffende een ingewikkelde erfeniskwestie;
  - Ὑπὲρ Εὐξενίππου (Voor Euxenippus), tussen 330 en 324 v.Chr., over een administratieve vergissing bij de toewijzing van een stuk grond.
- een grafrede (Ἐπιτάφιος), uit 323/322 v.Chr. voor de gesneuvelden in de eerste campagne van de zogen. Lamische Oorlog

Aeschines · Andocides · Antiphon · Demosthenes · Dinarchus · Hyperides · Isaeus · Isocrates · Lycurgus · Lysias
- Bibsys: 90129055
- Biblioteca Nacional de España: XX1310924
- Bibliothèque nationale de France: cb12380106z (data)
- Catàleg d'autoritats de noms i títols de Catalunya: 981058515416906706
- CiNii: DA0132445X
- Gemeinsame Normdatei: 118775421
- International Standard Name Identifier: 0000 0003 8210 8594
- Library of Congress Control Number: n80116994
- Nationale Bibliotheek van Tsjechië: jn19981001491
- Nationale Bibliotheek van Israël: 987007262833905171
- Nationale Bibliotheek van Polen: a0000001509997
- Nederlandse Thesaurus van Auteursnamen: 069649294
- Réseau des bibliothèques de Suisse occidentale: 02-A000082472
- Istituto Centrale per il Catalogo Unico: MILV060612
- LIBRIS: 252858
- Système universitaire de documentation: 032851545
- Virtual International Authority File: 264197546
- WorldCat: E39PCjJ8F6hrWKDJJqDKtmMRXd